# O-43觀察機
Douglas O-43是一款美國陸軍航空兵團使用的單翼觀察機。

## 發展
美國陸軍航空兵團於1931年訂購了五架Y1O-31A，並於1933年初交付，編號為Y1O-43。 它們與O-31A的最終配置不同，O-31A具有線支撐遮陽傘翼以及新的尾翼和方向舵。1934年完成了23架O-43A的訂單，機身加深，消除了觀察員位置下方的腹側凸起。 它裝配1具柯蒂斯V-1570-59 Conqueror12缸液冷活塞發動機力，還具有更高的垂直表面和類似於O-31A的嵌入式機。O-43有更大的座艙蓋，並具有封閉駕駛艙。O-43和O-43A在分配給美國國民兵之前曾在美國陸軍航空兵團觀察中隊服役數年，例如服役於德克薩斯州布朗伍德機場第111觀察中隊、俄克拉荷馬州錫爾堡第15觀察中隊和蘭利空軍基地第3觀察中隊。
O-43A合約的第24架改裝成XO-46。

## 外部連結
- The United States Army Air Forces in World War II
- Boeing History
- Aerofiles （页面存档备份，存于）